# آنجلو پرنی
آنجلو پرنی (انگلیسی: Angelo Pereni; ۱۲ دسامبر ۱۹۴۳ – ۱۱ سپتامبر ۲۰۲۰) بازیکن فوتبال اهل ایتالیا بود.
از باشگاه‌هایی که در آن بازی کرده‌است می‌توان به باشگاه فوتبال ویچنزا، باشگاه فوتبال کاتانیا، باشگاه فوتبال نووارا، باشگاه فوتبال پالرمو، و باشگاه فوتبال پرو ورچلی اشاره کرد.